# Sofía Vembo

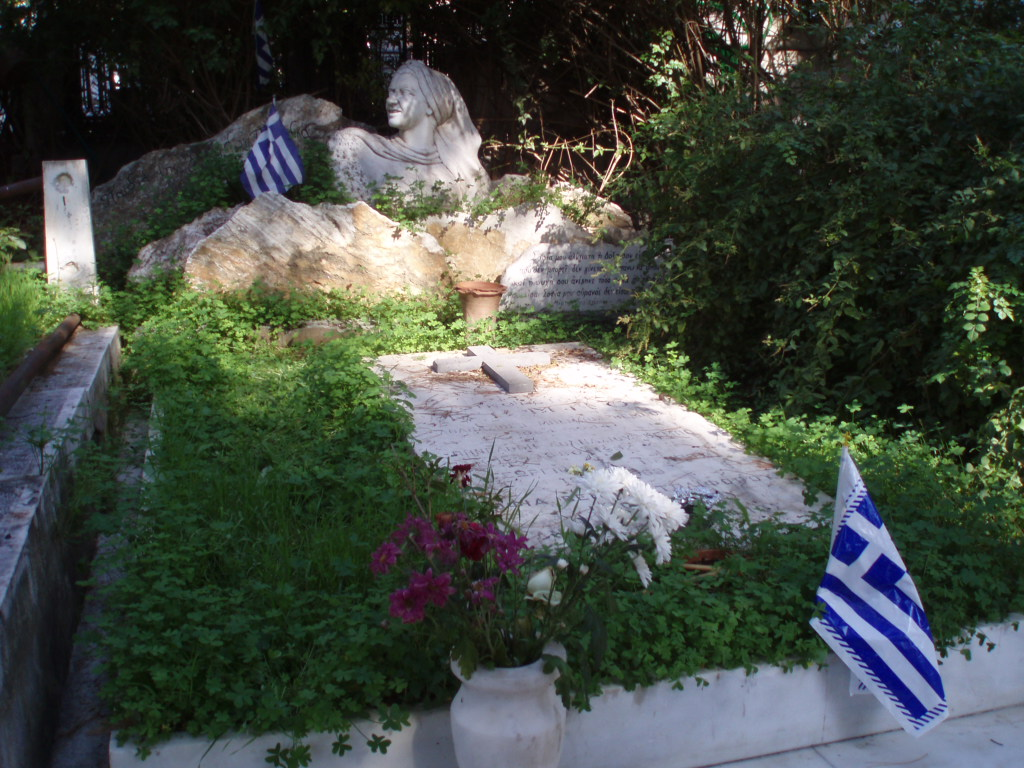
Su tumba en Atenas.

Sofía Vembo (en griego: Σοφία Βέμπο; Gallipoli, 10 de febrero de 1910-Atenas, 11 de marzo de 1978) fue una actriz y cantante griega.

## Biografía
Durante el intercambio de población entre Grecia y Turquía de 1923, denominada la gran catástrofe, su familia emigró a Volos en Grecia.
Comenzó su carrera como cantante en Tesalónica en 1930. Después de la Segunda Guerra Mundial, fundó su propio teatro en Atenas.
Es una de las figuras de la resistencia cultural durante la ocupación nazi, siendo sus canciones entonadas por los partisanos griegos. Como recompensa, el ejército griego le dio el rango de mayor.